# Shame
Shame（シェイム、6月18日 - ）は、日本のシンガーソングライター。
日本のロックバンド・Ravecraftのボーカル。徳島県出身。

## 略歴
- 1996年
  - 大阪にてRavecraft結成。Vo.Shame,Gt.yo-yo/Atsuya,Ba.Takeshi,Dr.Hayashi。
  - 5月26日、『Illusion』リリース。
- 1997年
  - 3月30日　『Delution』リリース。
  - 9月27日　オムニバス「Behind the Mask」に一曲参加。
  - 10月17日　オムニバス「HYPER-INDEX The final evolution 1997」に一曲参加。
  - 11月1日　『Magic』リリース。
- 1998年
  - 4月25日　『Screaming Vision』(east west japan)リリース。
- 2001年
  - 2月14日　『01-ZERO ONE』リリース。
  - 6月19日　Ravecraft解散。
- 2002年
  - 2月1日　Dope HEADz加入。
  - 5月16日　オムニバス「Cafe Le Psyence-hide LEMONed Compilation」[1]6曲目にDope HEADz「evening rose」Shameボーカル版を収録。
  - 7月24日　Dope HEADz 2ndアルバム「PLANET OF THE Dope」リリース。
- 2003年
  - 3月　Dope HEADz活動休止。
- 2004年
  - 11月25日　ShojiプロデュースにてShameソロアルバム「Shangri-la」リリース。
- 2011年
  - Ravecraft再結成。Vo.Shame、Gt.Atsuya。
- 2013年
  - オムニバス「hide TRIBUTE Ⅶ -Rock SPIRITS-[2]」にてShame、PATA、I.N.Aが参加したTHE PINK SPIDERSで「ピンク スパイダー」を収録。
- 2017年
  - 2月1日　Ravecraftアルバム『Spell of resurrection』iTunes Storeなどで配信開始。
- 2021年
  - 12月18日　Ravecraft「Revelation」リリース。
- 2023年
  - 9月16日　ShojiプロデュースにてShameソロアルバム「Duality Echoes」リリース。

### 「Duality Echoes」
1. Heaven in black
2. Angelic 2023
3. After the Silence
4. Back in the forever 2023
5. You know?
words：Shame、music：I.N.A、arrangement：Shoji
6. 舞い踊れ 2023
7. 昨日の歌 2023
8. Waiting for the Messiah
9. Dandelion
10. 終わりが来る前に
11. After the Silence(Acoustic Ver.)

※M5はDope HEADzの2ndアルバム「PLANET OF THE Dope」収録「You know?」のセルフカバー。2023年7月29日に他界した白田“RUDEE”一秀がギターソロ、ベースは白田の朋友であるGEORGEが演奏。